# Alto commissario (diplomazia)
L'alto commissario del Commonwealth, nei quindici Paesi del reame del Commonwealth, è un agente diplomatico a capo di una missione presso il governo di uno di detti Paesi; sostituisce la figura dell'ambasciatore e spesso ne ha lo stesso rango.
Avendo infatti detti Paesi quale capo di Stato il sovrano del Regno Unito (attualmente il re Carlo III), le relazioni diplomatiche tra di essi e lo stesso Regno Unito avvengono a livello governativo; essendo tuttavia la nomina degli ambasciatori di competenza del capo di Stato in quanto suo rappresentante, i singoli Paesi nominano un alto commissario designato tramite una lettera di credenziali firmata dal primo ministro e destinata al sovrano del Regno Unito o all'analoga carica del Paese ospitante.

## Storia
Per motivi storici gli Alti commissari sono anche nominati nel caso di repubbliche afferenti al Commonwealth e nei casi di monarchie indigene. In questi casi lettere credenziali sono di norma rilasciate da un Capo di Stato e presentate all'altro. Tuttavia, alcuni governi del Commonwealth possono optare per l'uso tradizionale, metodo più informale di rilascio di lettere di presentazione da parte del capo del governo.
Invece di Ambasciate, i paesi del Commonwealth hanno Alte commissioni in ciascuna delle capitali, sebbene sia possibile per un Paese nominare un Alto commissario senza avere una missione permanente nell'altro Paese: ad es. l'Alto commissario britannico a Suva (Figi), è anche accreditato come Alto commissario a Kiribati, Tuvalu e Tonga. Lo Zimbabwe, in quanto Paese del Commonwealth, aveva tradizionalmente un Alto commissario negli altri Paesi del Commonwealth ma quando esso abbandonò il Commonwealth, mutò la sua vecchia Alta commissione a Londra in "Ambasciata dello Zimbabwe" (le vecchie lettere possono essere ancora vista sull'edificio di Agar Street, nello Strand di Londra).
Fuori della capitale la pratica è meno regolamentata. Commissari Subordinato o vice Alti commissari possono essere nominati invece dei consoli, e la missione del Commissario può essere conosciuta come Consolato, Commissione o vice-Alta Commissione. A Hong Kong la maggioranza dei paesi del Commonwealth erano rappresentati da Alti Commissari o Commissari prima che la colonia tornasse sotto l'autorità della Repubblica Popolare della Cina nel 1997; ora essi sono stati sostituiti da Consoli o Consoli Generali come altrove al di fuori del Commonwealth.
Malgrado le differenze terminologiche, dal 1948 gli Alti commissari del Commonwealth hanno goduto dello stesso rango diplomatico e della precedenza di cui usufruiscono gli ambasciatori dei Capi di Stato stranieri, e in alcuni paesi sono accordati privilegi non goduti da ambasciatori stranieri. Per esempio, il sovrano britannico riceve gli Alti commissari prima degli ambasciatori, e invia una carrozza trainata da 4 cavalli per portare i nuovi Alti commissari a palazzo, laddove i nuovi ambasciatori ne hanno a disposizione una con soli 2 cavalli. Gli Alti commissari svolgono anche un'importante funzione nelle cerimonie di Stato, quale il servizio annuale del Remembrance Sunday presso il Cenotafio di Whitehall (in cui si commemorano i caduti di guerra dei paesi del Commonwealth) o i funerali reali.

## Lega delle Nazioni - Territori sotto mandato britannico
- L'Iraq, distaccatosi dall'Impero ottomano, ebbe quattro titolari, dopo un singolo amministratore civile (10 gennaio 1919 - 1º ottobre 1920 Sir Arnold Talbot Wilson), dopo il quale si alternarono i seguenti rappresentanti accreditati da Londra presso re Faysal I (1885 - 1933): 
  - 1º ottobre 1920 - 4 maggio 1923 Sir Percy Zachariah Cox (1864 - 1937)
  - 4 maggio 1923 - Ottobre 1928 Sir Henry Robert Conway Dobbs (facente funzione fino al 15 settembre 1923) (1871 - 1934)
  - Ottobre 1928 - 11 settembre 1929 Sir Gilbert Falkingham Clayton (1875 - 1929)
  - 3 ottobre 1929 - 3 ottobre 1932 Sir Francis Henry Humphrys (1879 - 1971)

Mandato britannico della Palestina
- alti commissari: 
  - 1º luglio 1920 - 25 agosto 1925 Sir Herbert Louis Samuel (1879 - 1963)
  - 25 agosto 1925 - agosto 1928 Herbert Charles Onslow Plumer, Barone Plumer (1857 - 1932)
  - Agosto 1928 - 6 dicembre 1928 Sir Harry Charles Luke (facente funzione) (1884 - 1969)
  - 6 dicembre 1928 - 1931 Sir John Robert Chancellor (1870 - 1952)
  - 1931 - 1932 Mark Aitchison Young (facente funzione) (1886 - 1974)
  - 1932 - settembre 1937 Sir Arthur Grenfell Wauchope (1874 - 1947)
  - Settembre 1937 - marzo 1938 William Denis Battershill (facente funzione) (1896 - 1959)
  - Marzo 1938 - 3 settembre 1944 Sir Harold Alfred MacMichael (1882 - 1969)
  - 3 settembre 1944 - 21 novembre 1945 John Standish Surtees Prendergast Vereker, Visconte Gort (1886 - 1946)
  - 21 novembre 1945 - 14 maggio 1948 Sir Alan Gordon Cunningham (1887 - 1983)